# Lutzomyia ceferinoi
Lutzomyia ceferinoi är en tvåvingeart som först beskrevs av Ortíz I., Alvarez A. 1963.  Lutzomyia ceferinoi ingår i släktet Lutzomyia och familjen fjärilsmyggor.
Artens utbredningsområde är Venezuela. Inga underarter finns listade i Catalogue of Life.